# Санта-Клара-д’Уэсти
Санта-Клара-д’Уэсти (порт. Santa Clara d'Oeste) — муниципалитет в Бразилии, входит в штат Сан-Паулу. Составная часть мезорегиона Сан-Жозе-ду-Риу-Прету. Входит в экономико-статистический микрорегион Жалис. Население составляет 1847 человек на 2006 год. Занимает площадь 183,399 км². Плотность населения — 10,1 чел./км².

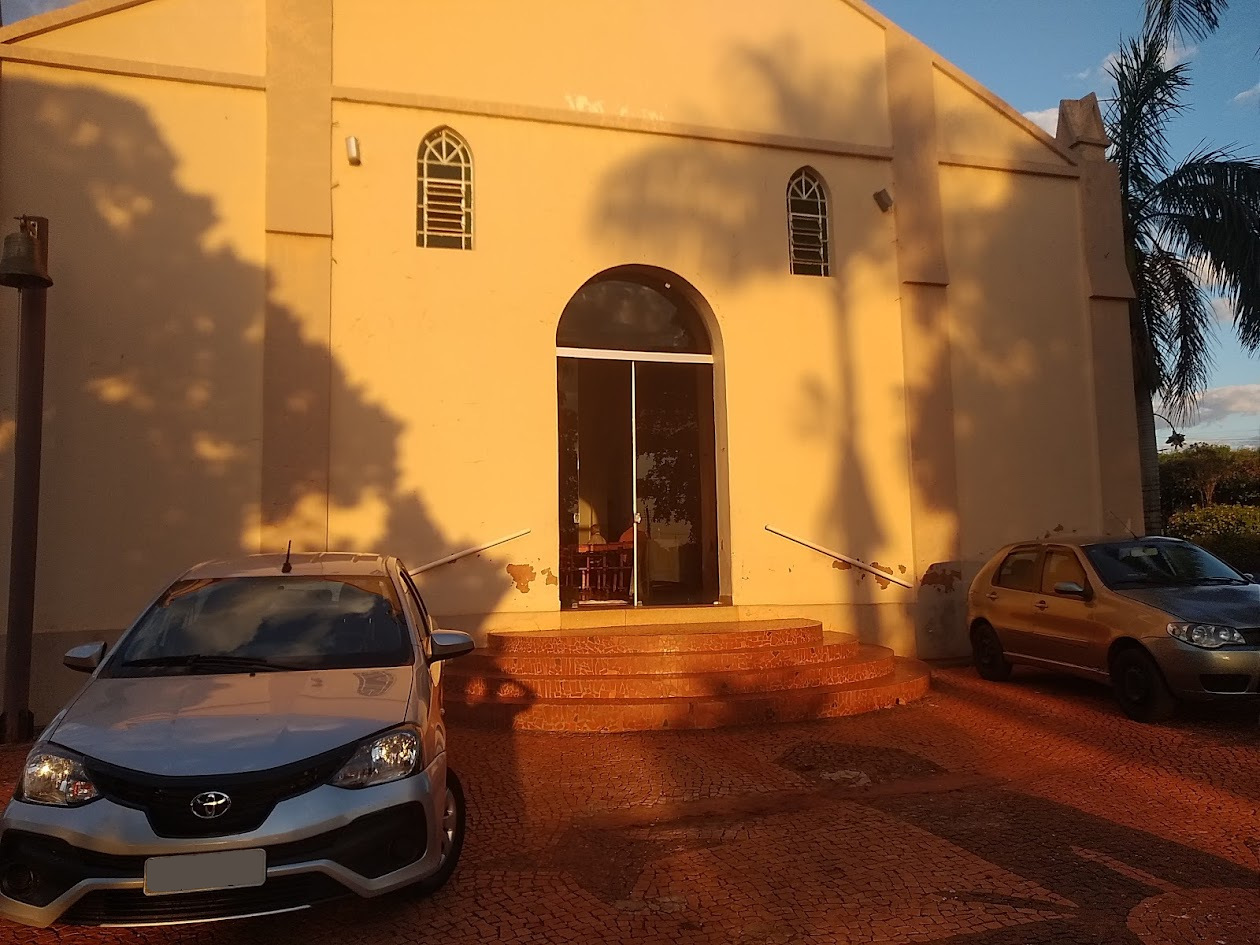
Незначительные изменения, такие как код города и добавление фотографии.

## Статистика
- Валовой внутренний продукт на 2003 составляет 16 662 783,00 реала (данные: Бразильский институт географии и статистики).
- Валовой внутренний продукт на душу населения на 2003 составляет 8445,40 реала (данные: Бразильский институт географии и статистики).
- Индекс развития человеческого потенциала на 2000 составляет 0,754 (данные: Программа развития ООН).